# Чащин, Данил Олегович
Дани́л Оле́гович Ча́щин (род. 4 января 1989, Тюмень) — российский режиссёр театра и кино.

## Биография
Родился 4 января 1989 года в Тюмени. В 2011 году окончил Тюменскую государственную академию культуры, искусств и социальных технологий (кафедра режиссуры, мастерская М. В. Жабровец). С 2011 по 2014 год работал ассистентом и педагогом по актёрскому мастерству, режиссёром театральной студии и проектов Тюменской государственной академии мировой экономики управления и права, был членом организационного комитета всероссийского театрального фестиваля «Живые лица».
С 2013 по 2014 годы руководил театральным направлением молодежной платформы «Самый центр» в Тюмени. С 2014 года активно участвует в режиссёрских лабораториях, ставил спектакли в России и за рубежом. В 2015 стал одним из сорежиссёров Московского международного фестиваля искусств Midsummer Night’s Dream. В 2016 году окончил магистратуру Школы-студии МХАТ при Центре имени Всеволода Мейерхольда, курс Виктора Рыжакова. В том же году был участником специальных программ Russian Case и «Детский weekend» театрального фестиваля «Золотая маска». В 2016 году спектакль «Хорошие новости» принял участие в фестивале «Артмиграция». В том же году журнал GQ включил спектакль «Жена гения» в список «7 лучших спектаклей мая».
До 2017 года ставил спектакли исключительно по текстам современных авторов. Среди авторов — Юлия Поспелова, Юлия Тупикина, Алекандр Молчанов, Захар Прилепин, Сергей Давыдов, Наталья Милантьева, Дмитрий Богославский, Мария Зелинская и другие. В 2017 году спектакли «Пацанские рассказы» Канского драматического театра и «Убийца» Челябинского театра драмы имени Наума Орлова вошли в лонг-лист «Золотой маски». С того же года участвовал в режиссёрских лабораториях под руководством Юрия Бутусова, Кирилла Серебренникова и Константина Богомолова.
В 2019 году за работу над спектаклем «Молодость» номинирован на «Золотую маску» в номинации «Драма/Работа режиссёра». В общей сумме спектакль был номинирован на премию в пяти номинациях.
С 2014 года проживает в Москве.

## Театральные постановки
Центр имени Вс. Мейерхольда
- «В чаще» (автор Рюноскэ Акутагава)[16]
- «Альма и Брут» (по мотивам рассказов Григория Горина «Сказка про собаку, которая прожила триста лет» и Людвика Ашкенази «Брут»)[17]
- «Жена гения» (автор Елена Исаева)[18]

МХТ имени Чехова
- «Лёха…» (автор Юлия Поспелова)[19]
- «Мальва» (автор Максим Горький, инсценировка Юлии Поспеловой)[20]

Челябинский академический театр драмы имени Наума Орлова
- 2017 — «Убийца» (автор Александр Молчанов)[21]
- 2023 — «Номер 6» (автор Юлия Поспелова, по мотивам повести Антона Чехова «Палата номер шесть»)[22]

Театр наций
- 2021 — «Живой Т.»
- 2022 — «Кто боится Вирджинии Вулф?»
- 2023 — «Последнее лето»

Свердловский театр драмы
- 2022 — «Облако-рай» по мотивам прозы Г. Николаева[23]

Другие площадки
- «Разговоры после…» (автор Ясмина Реза), Театр под руководством Олега Табакова[24]
- «Рвущаяся нить» (автор Алексей Зайцев), Саратовский драматический театр имени И. А. Слонова[25]
- «Молодость» (автор Иван Тургенев), Тюменский большой драматический театр[26]
- «Пацанские рассказы» (автор Захар Прилепин), Канский драматический театр[27]
- «Хорошие новости» (автор Юлия Тупикина), Прокопьевский драматический театр имени Ленинского комсомола[28]
- «Киборг, I love you» (по пьесе Марии Зелинской «Хуманитас инжиниринг»), Прокопьевском драматическом театре имени Ленинского комсомола[29]
- «В поисках автора» (автор Юлия Поспелова), Тюменский молодёжный театральный центр «Космос»[30]
- «Я есть» (совместно с режиссёром Сергеем Чеховым), Няганский театр юного зрителя[31]
- «доХХХод», Саратовский драматический театр
- «Смерть и чипсы» (автор Юлия Поспелова), театр «Практика»[32]
- «Горка» (автор Алексей Житковский), Театр на Таганке[33][34]
- «Тюмень. Остаться Нельзя Валить» (автор Юлия Поспелова), Тюменский молодежный театральный центр «Космос»[35]

## Участие в лабораториях и театральных проектах
- 2015 — «За!текст», Екатеринбургский театр «Галерка», «Мегакрутая Идалия Линник» по пьесе Сергея Давыдова[36]
- 2015 — «Любимовка», Театр.doc, читка пьесы Дмитрия Богославского «Блонди»[37]
- 2015 — «Грубый нежный возраст», Канский драматический театр, спектакль по рассказам Захара Прилепина «Пацанский рассказ» и «Смертная деревня»[38]
- 2016 — «Опыты под конец сезона», МХТ имени Чехова, «Леха…» по пьесе Юлии Поспеловой[39]
- 2016 — «Авторская сцена», Саратовский драматический театр имени И. А. Слонова, «Рвущаяся нить» по пьесе Алексея Зайцева[40]
- 2017 — «Горький. Проза», МХТ имени Чехова, «Мальва» по рассказу Максима Горького в инсценировке Юлии Поспеловой[41]
- 2017 — «Любимовка», Театр.doc, читка пьесы Натальи Милантьевой «Пилорама плюс»[42]
- 2017 — «Я есть!», Няганский театр юного зрителя, спектакль «Я есть!» по текстам подростков, созданных в рамках драматургической лаборатории[43]
- 2017 — Режиссёрская лаборатория СТД РФ, Брестский академический театр драмы, спектакль «Шуточка» по рассказу Антона Чехова[44]
- 2018 — «Щепки» МХТ имени Чехова, по пьесе Юлии Поспеловой «Говорит Москва» и повести Владимира Зазубрина «Щепка»[45]

## Фильмография
- 2016 — #звездочкарешётка (совместно с Андреем Зубовым)[46]
- 2016 — Урок на всю жизнь[47]
- 2023 — Райцентр (совместно с Эдуардом Мошковичем)[48]
- 2025 — Цыгане. Улица Шекспира[49]